# 127e Assemblée de l'Union interparlementaire
La 127e Assemblée de l'Union interparlementaire (UIP) s'est déroulée dans la ville de Québec, au Canada, du 21 au 26 octobre 2012. Parmi les 1 256 participants provenant des 129 parlements membres qui ont assisté à l'Assemblée, 624 étaient des parlementaires. Parmi les parlementaires, figuraient 42 présidents, 35 vice-présidents, également, 10 membres associés et d'organisations observatrices ont été invités à y participer.
De manière générale, l'Assemblée aborde le thème de  « Citoyenneté, identité et diversité linguistique et culturelle à l'ère de la mondialisation » et inclut diverses réunions débats, portant notamment sur des enjeux tels que le multilatéralisme et la diplomatie parlementaire, le pic pétrolier et les perspectives en matière de sécurité énergétique, la consolidation de la paix après un conflit, la participation des jeunes dans l'économie mondialisée d'aujourd'hui, et les parlements tenant compte de la spécificité des sexes,.
Cette conférence marque l'entente entre le Canada et le Danemark pour délimiter la frontière entre les deux pays dans la mer de Lincoln, située dans l'océan Arctique, au nord de l'île Ellesmere et du Groenland. Basée sur un traité de 1973 qui fixait les frontières maritimes, cette entente vise à résoudre les différences techniques non couvertes à l'époque.
Elle sera d'autre part la creusée des tensions entre l'Iran et l'occident, en effet la politique du président Hassan Rohani considère une stratégie plus conflictuelle avec les puissances mondiales, menaçant d’augmenter les niveaux d’enrichissement de l’uranium à moins que l’Occident ne fasse des concessions claires pour alléger les sanctions.
La 127e Assemblée est la quatrième Assemblée de l'UIP dont le Canada sera l'hôte depuis son affiliation à l'UIP en 1912, il y a plus de 120 ans, également il s'agit de la plus grande conférence parlementaire jamais accueillie au Canada.